# 監獄風雲
《監獄風雲》是1987年上映的一部香港動作監獄片，由南燕編劇，周潤發、梁家輝、張耀揚主演，為導演林嶺東「風雲三部曲」系列電影的第二部。上映後票房大收，帶起了香港電影業界拍攝監獄片的潮流，風潮延續至1990年代；主題曲〈友誼之光〉亦聲名大噪。林嶺東憑本片榮獲第33屆亞太影展最佳導演，電影亦入圍第7屆香港電影金像獎八項提名。電影取得成功後，開拍續集《監獄風雲II逃犯》，並於1991年上映。
自此以後，很多報紙或網媒也以監獄風雲成為監獄騷亂的代名詞。

## 簡介
電影將懲教人員塑造成大反派，欺壓落泊的囚犯，顛覆傳統中正派與反派角色的定位；再配上窮凶惡極的同囚，劇情的衝擊性在上映時引起了不少的注意。導演林嶺東的電影充滿血腥與暴力（例如周潤發咬掉張耀揚耳朵的一幕），但又刻劃了監獄惡鬥中犯人間的情義。劇中特約演員絕大多數為真實的黑幫成員，由此捧紅了個別人士，成就了「電影圈四大惡人」。

## 劇情
盧家耀（梁家輝飾）是一名美術設計師，年輕有為，有良好的教育及家庭背景；但是天有不測之風雲，盧父的店舖遭滋事分子滋擾，家耀因幫助父親與滋事分子大打出手，混亂中錯手殺人，被判誤殺罪入獄3年。
對於盧家耀來說，獄中的生活簡直是另一個世界且難以適應，而且他為人耿直，不自覺地得罪了獄中的大哥，受盡苦辱委屈，幸好得到見義勇為的鍾天正（周潤發飾）提點幫助，兩人結為患難知己。
監獄的生活暗無天日，監獄內部黑幕重重，盧家耀與鍾天正最終為正義聯手而戰，冒著危險挑戰不合理的監獄規則。

## 演員
| 演員   | 角色 | 粵語配音 |
| 周潤發 | 鍾天正（阿正） 囚犯編號41671 與盧家耀一樣，因誤殺而被判監3年 重視義氣 經常會與大咪多次發生衝突 不滿殺手雄專橫的作風 最後因殺手雄對其多次施壓導致精神失常而咬掉殺手雄的耳朵 家耀出獄後勸告其小心                                                   | 周潤發   |
| 梁家輝 | 盧家耀（耀仔、老襯耀） 囚犯編號51910 美術設計師 大學畢業 因誤殺罪而被判3年 | 陳欣     |
| 張耀揚 | 嚴國雄（殺手雄）[台灣翻譯：鬼見愁] 本片終極大反派 懲教署主任 因被黑幫份子追斬受傷的緣故而對獄中所有囚犯恨之入骨（除大咪、細B及其支持者外) 在監獄球場把大傻制服至頭破血流 緃容及偏幫大咪 與大咪勾結 多次對鍾天正施壓，其耳朵最後被失控的鍾天正咬掉 | 梁政平   |
| 何家駒 | 龍國咪（大咪）[台灣翻譯：大豚] 本片大反派 惡劣囚犯 與殺手雄勾結，經常針對鍾天正及冤枉盧家耀 | 張炳強   |
| 黃光亮 | 李文標（傻標） 不滿殺手雄專橫的作風 | 黃光亮   |
| 吳志雄 | 盲蛇 | 黃志成   |
| 成奎安 | 大傻 在監獄球場內與其他囚犯發生衝突， 想向其他懲教職員反抗失敗被殺手雄制服至頭破血流 | 賈鳳悟   |
| 良 鳴  | 盧家耀之父親 | 賈鳳悟   |
| 王文君 | Janet | 何錦華   |
| 韓 坤  | 潮州佬 | 黃子敬   |
| 霍瑞華 | 阿勇 |          |
| 南 燕  | 囚犯 在監獄混戰內支持鍾天正和盧家耀等人對大咪或殺手雄進行反抗 欣賞鍾天正和盧家耀對抗強權時的態度而成為其兩人的好友 | 馮志輝   |
| 朱繼生 | 細B 本片反派 大咪手下 |          |
| 馮瑞珍 | 鍾天正之母親 |          |
| 伍國健 | 強哥 |          |
| 羅樹祺 | 高級監督 |          |
| 吳 石  | |          |
| 李廣添 | 病友 |          |
| 簡瑞超 | 太平紳士 | 陳永信   |

## 製作
本劇劇本之誕生源於導演林嶺東多次被老闆麥嘉否決創作意念。直至一次，林哭著對老闆說如果這次再不行就決定辭職，大驚的麥嘉安撫說他下一次的創作靈感可以直接開拍。結果兩個星期後，林嶺東交出了麥嘉十分滿意的監獄片意念。接著，林嶺東找來剛坐完牢的胞兄南燕，根據在監獄內的真實經歷及聽聞撰寫了二百多頁的劇本。
當時南燕邀請了好友吳志雄出演，而吳志雄又一呼百應地找來他大堆江湖兄弟當起臨時演員。當麥嘉看到林氏兄弟找來的吳志雄、何家駒、黃光亮及成奎安等人，感覺全部都「幾乎不似人形」，相貌相當恐怖，麥心裡歡喜叫絕。基於群眾演員來自不同的幫派，在正式拍攝時逐漸變成真實的打鬥而釀成受傷，令導演林嶺東感到驚慌。

### 經典台詞
- 鍾天正：「我大聲講嘢唔代表我冇禮貌，阿Sir！」
- 鍾天正：「我叫你做食屎狗，食屎狗！」[12]

## 電影歌曲
| 曲別   | 歌曲         | 作曲   | 作詞          | 演唱          |
| ------ | ------------ | ------ | ------------- | ------------- |
| 主題曲 | 〈友誼之光〉 | 周藍萍 | 南 燕         | Maria Cordero |
| 插曲   | 〈充滿希望〉 | 盧冠廷 | 莊冠男 (莊澄) | Maria Cordero |

## 獎項
| 年份 | 頒獎典禮            | 獎項         | 名字                                                       | 結果 |
| ---- | ------------------- | ------------ | ---------------------------------------------------------- | ---- |
| 1988 | 第7屆香港電影金像獎 | 最佳導演     | 林嶺東                                                     | 提名 |
| 1988 | 第7屆香港電影金像獎 | 最佳編劇     | 南燕                                                       | 提名 |
| 1988 | 第7屆香港電影金像獎 | 最佳男主角   | 周潤發                                                     | 提名 |
| 1988 | 第7屆香港電影金像獎 | 最佳男配角   | 何家駒                                                     | 提名 |
| 1988 | 第7屆香港電影金像獎 | 最佳男配角   | 張耀揚                                                     | 提名 |
| 1988 | 第7屆香港電影金像獎 | 最佳新人     | 黃光亮                                                     | 提名 |
| 1988 | 第7屆香港電影金像獎 | 最佳音樂     | 盧冠廷                                                     | 提名 |
| 1988 | 第7屆香港電影金像獎 | 最佳電影歌曲 | 〈充滿希望〉 作曲：盧冠廷 作詞：莊冠男 主唱：Maria Cordero | 提名 |
| 1988 | 第33屆亞太影展      | 最佳導演     | 林嶺東                                                     | 獲獎 |

## 外部連結
- 香港影庫上《監獄風雲》的資料（繁體中文）
- 開眼電影網上《監獄風雲》的資料（繁體中文）
- 互联网电影数据库（IMDb）上《監獄風雲》的资料（英文）
- 爛番茄上《監獄風雲》的資料（英文）
- AllMovie上《監獄風雲》的资料（英文）
- 豆瓣电影上《監獄風雲》的資料 （简体中文）
- 时光网上《監獄風雲》的資料（简体中文）